# Elena Vázquez Cendón
María Elena Vázquez Cendón (Orense, 1966) es una matemática española especializada en el uso de ecuaciones diferenciales para modelar olas y aguas poco profundas. Experta en el uso de métodos de volumen finito y esquemas upwind para calcular soluciones numéricas a estas ecuaciones diferenciales y otras ecuaciones diferenciales parciales hiperbólicas.

## Trayectoria
Elena Vázquez Cendón es profesora titular de Matemática Aplicada y decana de Matemáticas de la Universidad de Santiago de Compostela.Tras estudiar matemáticas en Orense realizó sus estudios de grado y posgrado en la Universidad de Santiago de Compostela. En 1994 completó un Ph.D. con la disertación Estudio de esquemas descentrados para su aplicación a las leyes de conservación con términos fuente supervisada por Alfredo Bermúdez de Castro. Desde 1989 trabaja en la Universidad de Santiago de Compostela como profesora de Matemáticas Aplicadas en la Facultad de Matemáticas y es vicerrectora. Asimismo es Decana de la Facultad de Matemáticas desde 2017 y fue reelegida de nuevo en 2021. En 2013 se convirtió en investigadora asociada del Instituto Técnico de Matemática Industrial.
Además Elena Vázquez Cendón es miembro del Consejo de Cultura Gallega y autora de numerosos artículos en revistas especializadas de matemáticas y computación. Autora de Solving Hyperbolic Equations with Finite Volume Methods, Springer, 2015, traducido de una edición en español publicada en 2008. Es editora de Lecture Notes on Numerical Methods for Hyperbolic Equations (CRC Press, 2011).

## Reconocimientos
En 2022 fue Premio María Wonenburger para mujeres científicas.

## Publicaciones
- Estudio de esquemas descentrados para su aplicación a las leyes de conservación hiperbólicas con términos fuente. Santiago de Compostela: Servizo de Publicacións e Intercambio Científico da Universidade de Santiago de Compostela. 1994. ISBN 84-8121-181-8.
- As mulleres no sistema educativo de Galicia: situación actual. Xunta de Galicia, Vicepresidencia da Igualdade e do Benestar, Xunta de Galicia, Consellería de Innovación e Industria. 2007.

- 2008 — Introducción al método de volúmenes finitos. Santiago de Compostela: Universidad de Santiago de Compostela. ISBN 978-8-49-887031-2.
- 2011 — Lecture Notes on Numerical Methods for Hyperbolic Equations. Editora. Londres: CRC Press. ISBN 978-0-429-21185-0. doi 10.1201/b18130 10.1201/b18130 10.1201/b18130.
- 2015 — Solving Hyperbolic Equations with Finite Volume Methods. Londres: Springer. ISBN 978-3-319-14784-0. — Traducción al inglés de su libro Introducción al método de volúmenes finitos.[11]